# 너는 (니시노 카나의 노래)
〈너는〉(君って 기밋테[*])은 일본의 여성 가수 니시노 카나의 12번째 싱글로, 2010년 11월 3일에 SME 레코드에서 발매되었다. 전작 〈if〉에서 약 3개월 만의 싱글이며, 표제곡 〈너는〉은 TV 드라마 《프리터, 집을 사다》의 삽입곡으로 사용되었다. 

## 수록곡
| #            | 제목               | 재생 시간 |
| ------------ | ------------------ | --------- |
| 1.           | 〈君って→너는〉    | 5:28      |
| 2.           | 〈Christmas Love〉 | 4:38      |
| 3.           | 〈GIRLS GIRLS〉    | 3:24      |
| 총 재생 시간 | 총 재생 시간       | 13:30     |